# Richard Amardi
Richard Amardi (Toronto, 16 ottobre 1990) è un cestista canadese di origini ghanesi.

## Carriera
Con il Canada ha disputato i Campionati americani del 2017.